# The Fable of Elvira and Farina and the Meal Ticket
The Fable of Elvira and Farina and the Meal Ticket er en amerikansk stumfilm fra 1915 af Richard Foster Baker.

## Medvirkende
- Lillian Drew som Elvira
- Gloria Swanson som Farina
- Rapley Holmes
- Gerda Holmes